# Orphaned Land
Orphaned Land is een Israëlische progressieve metalband die is opgericht in 1991.

## Biografie
Orphaned Land werd gevormd in de lente van 1991 in Israël, aanvankelijk onder de naam Ressurection, maar deze werd in 1992 veranderd. Hun muziekstijlen is een mix van progressieve, death en doommetal, aangevuld met Midden-Oosterse invloeden. Elk album handelt over twee tegenstellingen: oost en west, heden en verleden, licht en duisternis en God en Satan.
Het eerste album Sahara, wat in 1994 uitkwam, was aanvankelijk een demo, maar werd een volwaardige plaat. Hierop volgde, in 1996, het album El Norra Alila. Het thema van dit album was licht en duisternis en wilde de overlappingen binnen de drie grote godsdiensten (Jodendom, Christendom en Islam) benadrukken.
Hun volgende album Mabool kwam in 2004 uit, nadat er zeven jaar aan gewerkt was. Het album bevat opnieuw de nodige Oosterse invloeden, Yemenitisch gezang door Shlomit Levi en stukken uit de Bijbel. Na dit album brachten ze in 2005 nog een ep, getiteld Ararat. Hun volgende album, "The Never-Ending Way of ORwarriOR", kwam uit in 2010.
In 2008 kwam de band voor in de documentaire Global Metal.
In oktober van 2011 bracht de band een live dubbel DVD uit met de titel: 'The road to OR shalem- live at the Reading 3 Tel Aviv' Deze is verkrijgbaar in verschillende versies met of zonder CD.

## Bezetting
Huidige bandleden
- Kobi Farhi - zanger, gitarist
- Yossi "Sassi" Saharon - gitarist
- Matti Svatitzki - gitarist
- Uri Zelcha - bassist
- Matan Shmuely - drummer

Voormalige bandleden
- Eden Rabin - toetsenist
- Itzik Levy - toetsenist
- Vartan Garabed - drummer
- Avi Diamond - drummer
- Eran Asias - drummer

## Discografie
Albums
- 1994: Sahara
- 1996: El Norra Alila
- 2004: Mabool
- 2010: The Never-Ending Way of OrwarriOR
- 2011: The Road to OR Shalem - Live at the Reading 3 Tel Aviv (verkrijgbaar als audio CD of als 2DVD+CD set)
- 2013: All Is One
- 2016: Kna'an
- 2018: Unsung Prophets & Dead Messiahs

Ep's
- 2005: Ararat